# ディアーパーク駅 (LIRR)
ディアーパーク駅（英: Deer Park）とはロングアイランド鉄道の本線（ロンコンコマ支線）の駅である。これは公式にはニューヨーク州ディアーパーク付近のパインエア・ドライブ (Pineaire Drive) 、エグゼクティブ（旧グラント）アベニュー、ロングアイランド・アベニューにある。実際の場所はニューヨーク州ウェスト・ブレントウッドである。

## 歴史
ディアーパーク駅は以前は、同線のロンコンコマ駅、セントラル・アイスリップ駅、ブレントウッド駅、ディアーパーク駅、ワイヤンダンチ駅での大規模な再建事業の一環として移転されるまで、ニューヨーク州道231号線を跨ぐ橋にあった。当初の駅は1842年に建設され、ついで1884年に再建され、その後1936年にディアーパーク・アベニューを跨ぐ橋のために再度行われた（当時ニューヨーク州道231号線はなかった）。1987年に建設された駅はピルグリム州立精神医療センター付近の旧パインエア駅（下記参照）の近くに建設され、両駅の代替として利用された。また、当初はブレントウッド駅を置き換えることも計画されていたが、ブレントウッドからの市民の反発運動がその計画を挫折させた。その結果として、一部の人々がそれを与えられた名前ではなく、「パインエア」 ("Pine Aire") 駅と呼ぶ。その再建過程の中で、かつての1車線の橋は閉鎖された。

### パインエア駅
パインエア駅（英: Pineaire または Pine Aire）とはかつてにニューヨーク州ウェスト・ブレントウッドあったロングアイランド鉄道のロンコンコマ支線の駅である。It was located east of the Pilgrim State Hospital Spur than the currently combined Deer Park-Pineaire complex.実際にはそれはサグティコス・ステート・パークウェイの東側、パインエア・ドライブ（旧エッジウッド・ロード）とマナタック・ブルバード (Manatuck Boulevard) の交差点の向かい側にあった。The station first opened around 1915 near the former Thompson's Station across from a freight spur、1986年10月頃、その2駅が1つに統合された際に最終的に閉鎖された。

### ピルグリム州立病院駅
旧ピルグリム州立病院駅はウェスト・ブレントウッドのピルグリム州立精神医療センターの中の支線（南に進むと本線と合流する）の終端にある。その駅は20世紀初頭に開業し1978年に閉鎖された。その駅の遺構はGロード (G Road) がサグティコス・ステート・パークウェイのアンダーパスの南西の角でサフォーク郡道106号線となる場所で見られる。

### エッジウッド駅
現在のディアーパーク駅が建設される1世紀近く前、エッジウッド駅（英: Edgewood Station）というもう一つのLIRRの駅が旧ディアーパーク駅とパインエア駅の間（それらの駅と同じ地域内）に建設された。その駅は1892年にディベロッパー (developer) よってグラント・アベニューに建設された2階建の木造の停車場 (wooden depot) であったが、当初は信号場 (signal stop) として存在するのみであった。1911年6月までにservice began to decline、1914年に閉鎖された。地域住民はその駅を廃木材として利用した。1940年代までにそれはエッジウッド州立病院への支線の敷地となった。その支線は現在のディアーパーク駅のすぐ西で始まり、グラント・アベニューの西側と平行するように走った。その病院は1971年に閉鎖され、1988年に取り壊された。現在のディアーパーク駅はエグゼクティブ・ブルバードの西側にあるが、エッジウッド駅があった場所はグランド・アベニューの東側であり、現在ではミニチュアゴルフ場となっている。

## 駅構造
| 1 | ■ロンコンコマ支線 | ニューヨーク方面 （ワイヤンダンチ） |
| 2 | ■ロンコンコマ支線 | ロンコンコマ方面 （ブレントウッド） |

この駅は高床の単式ホームを2面有し、どちらも有効長は12両である。1番線と隣接する北側のプラットホームは通常西行きまたはニューヨーク行き列車が使用する。2番線と隣接する南側のプラットホームは通常東行き列車が使用する。本線はここでは2線である。

## ギャラリー

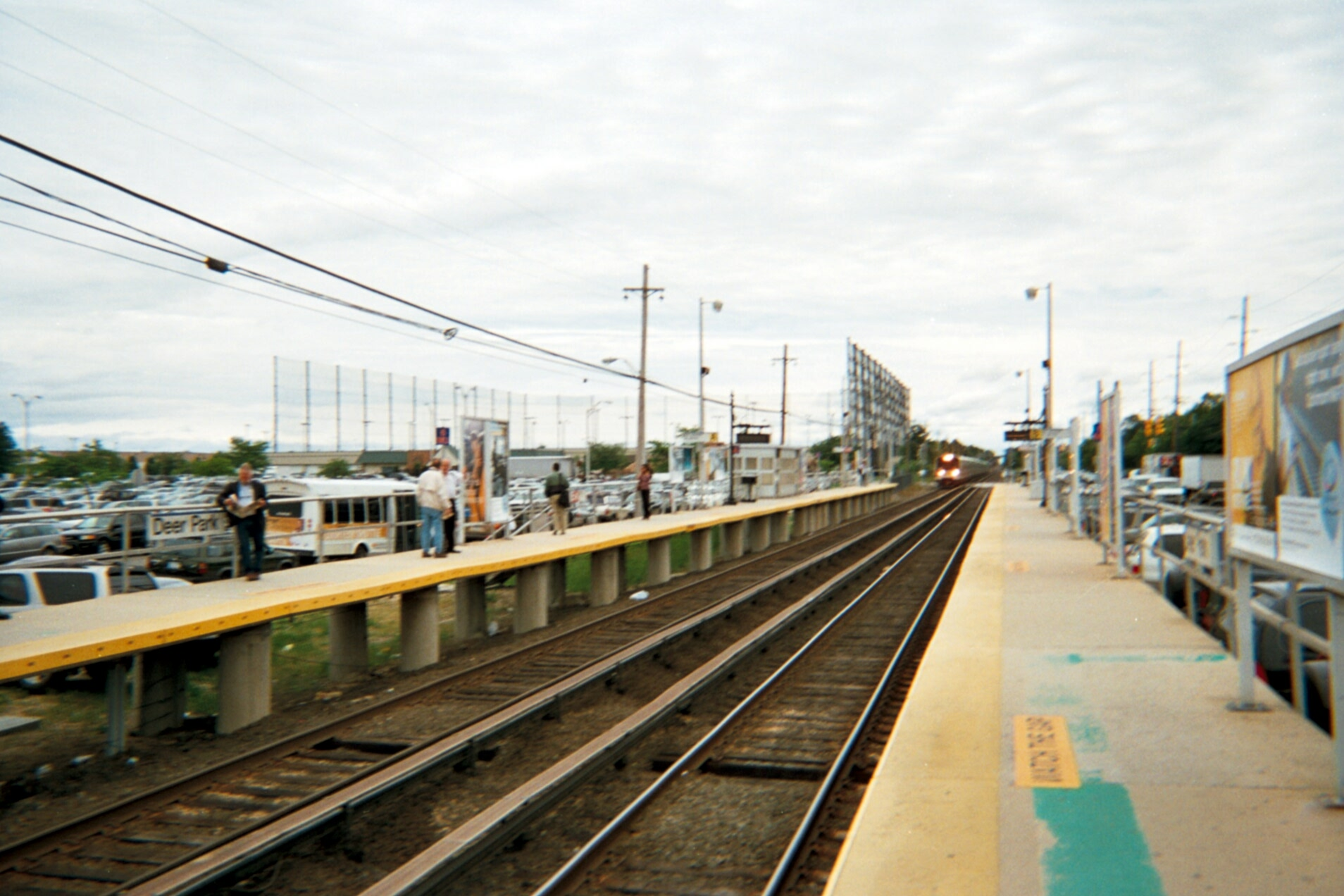
ニューヨーク行き列車が到着する
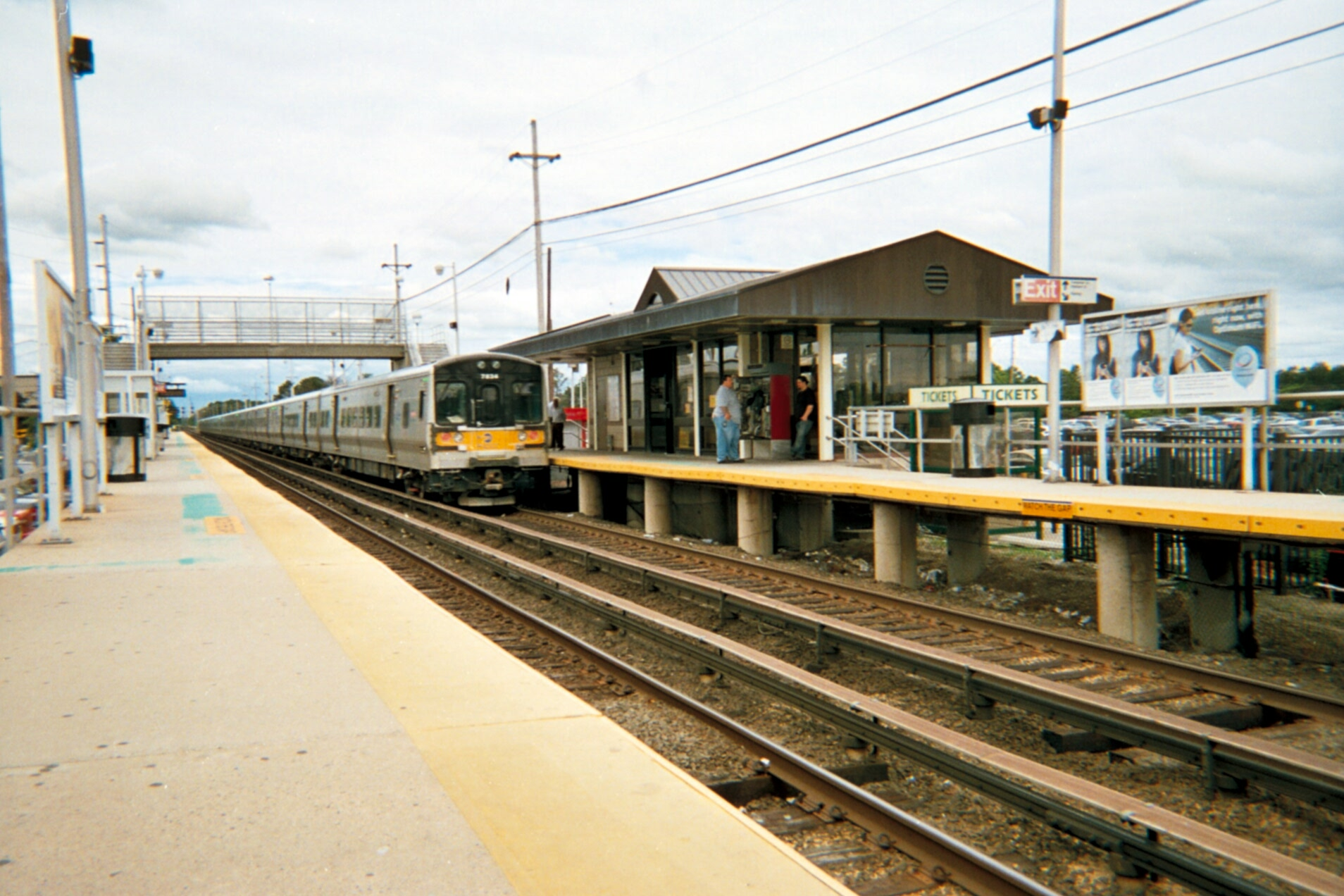
そして発車する
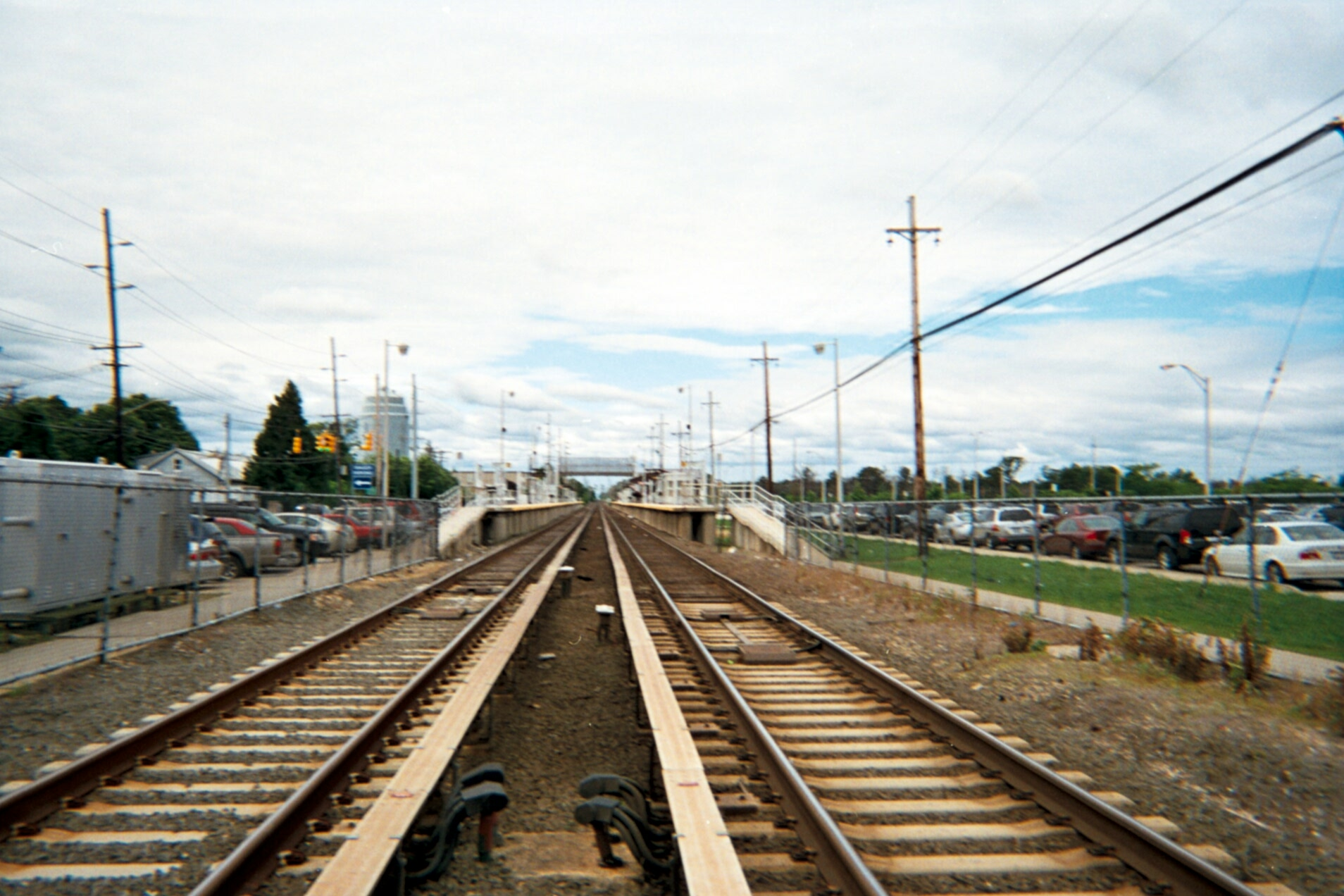
エグゼクティブ・ドライブの踏切から西方向をみる